# Ruby (Tom Fogerty)
Ruby è un album discografico dell'omonimo gruppo rock costituito (tra gli altri) da Tom Fogerty, pubblicato dall'etichetta discografica PBR International nel 1976.

## Tracce

### LP
Lato A
1. Life Is But a Dream – 3:26 (Randy Oda, Tom Fogerty)
2. Can You Really Say – 2:37 (Anthony Davis)
3. BART (Strumentale) – 5:17 (Randy Oda)
4. Starry Eyed – 5:12 (Bobby Cochran)
5. Baby, What You Want Me to Do – 4:10 (Jimmy Reed)

Lato B
1. Running Back to Me – 7:24 (Randy Oda, Tom Fogerty, Bobby Cochran)
2. Take Me Back to London – 4:15 (Randy Oda, Tom Fogerty)
3. It's Taking a Long Time – 3:42 (Randy Oda)
4. (a) Slippin' and Slidin' / b) Big Fat Woman – 5:08 (a) Richard Penniman, Edwin Bocage, Al Collins, James Smith / b) Bobby Freeman)

## Formazione
- Tom Fogerty - chitarra ritmica
- Tom Fogerty - voce solista (brani: Life Is But a Dream, Baby, What You Want Me to Do, Running Back to Me, It's Taking a Long Time e Slippin' and Slidin/Big Fat Woman)
- Randy Oda - chitarra solista, sintetizzatore ARP, piano elettrico, piano acustico, accompagnamento vocale-cori
- Anthony Davis - basso
- Anthony Davis - voce solista (brano: Can You Really Say)
- Bobby Cochran - batteria
- Bobby Cochran - voce solista

Ospite
- Ed Bogas - basso (brano: Baby, What You Want Me to Do)

Note aggiuntive
- Tom Fogerty - produttore
- Ruby - arrangiamenti
- Registrazioni effettuate al Ruby Recording Studios
- Steve Mantoani e Randy Oda - ingegneri delle registrazioni
- Remixaggio effettuato al Wally Heider Recording di San Francisco, California
- Mastering effettuato al Location Recording Service di Burbank, California
- Bruce Kennedy - ingegnere mastering
- Bob Fogerty - fotografia (di Tom Fogerty)
- Rick Roberts - altre fotografie
- Dipinto di Ruby (retrocopertina album originale) di Paul Whitehead
- Woody Woodward - design copertina album originale
- Patrick Boyle - management
- Ringraziamento speciale a: Harry, Bruce, Alan, Jeff Ginger e tutto lo staff del Wally's e Ed Bogas[1]